# Žujince
Žujince (cyr. Жујинце) – wieś w Serbii, w okręgu pczyńskim, w gminie Preševo. W 2002 roku liczyła 1248 mieszkańców.